# Люблінська угода
Люблінська угода — угода про українсько-польське територіальне розмежування від 9 вересня 1944 року.
Влітку 1944 року Микита Хрущов, який очолював ЦК КП(б)У і Раду Народних Комісарів УРСР, зробив спробу приєднати до УРСР Підляшшя, Холмщину і Надсяння. Була навіть складена карта Холмської області. Але Кремль відхилив ці пропозиції, оскільки вже було сформовано інше бачення післявоєнного устрою Європи.
9 вересня 1944 року була підписана «Угода між Урядом Української Радянської Соціалістичної Республіки і Польським Комітетом Національного Визволення про евакуацію українського населення з території Польщі і польських громадян з території УРСР», з якої переселення і почалося. З боку Польської Республіки угоду підписав голова ПКНВ Едвард Осубка-Моравський, з українського — голова Ради Народних Комісарів УРСР Микита Хрущов. Угодою було передбачено переселення на територію УРСР усіх українців, що проживали в Холмському, Грубешівському, Томашівському, Любачівському, Ярославському, Перемишльському, Ліськовському, Замостовському, Красноставському, Білгорайському, Влодавському повітах. Це торкалося також інших районів Польської Республіки, де були українці, які хотіли переселитися з території Польщі до Української РСР, а також евакуації до Польщі всіх поляків і євреїв, які перебували в польському громадянстві до 17 вересня 1939 року, проживали в УРСР і виявили бажання переселитися. В угоді підкреслювалося, що евакуація є добровільною і тому примушення не може бути застосовано ні прямо, ні побічно. Термін проведення евакуації встановлювався з 15 жовтня 1944 по 1 лютого 1945 року. На вимогу однієї зі сторін цей строк міг бути подовжений за взаємною згодою.
Угода містила також таємну частину — детальну інструкцію виконання, яка була передана польському уряду 22 вересня 1944 р. представником СРСР при ПКНВ — генералом Миколою Булганіним.
Люблінською угодою імітувалося встановлення кордону між двома народами — українським і польським. Москва неначе залишалася осторонь. Українці не хотіли їхати в «радянський рай», поляки не хотіли залишати Українську РСР, багато хто вважав що вони і так на одвічно польській території, а Львів — польське місто.
У Варшаві, Києві і Москві зрозуміли, що Люблінська угода не отримала масового схвалення ні з боку українського, ні з боку польського населення. І з кінця літа — початку осені 1945 вирішили перейти до застосування винятково примусових заходів стосовно переселень. За офіційною статистикою до жовтня 1946 року з Української РСР до Польської республіки було переселено 812 688 осіб, а з Польщі в УРСР станом на березень 1947 переселили 472 635 осіб.